# Ilm-e-Khshnoom
Ilm-e-Khshnoom (littéralement « science de l'extase » ou « de la félicité ») est une école de pensée zoroastrienne pratiquée par une petite minorité d'Indiens, les Parsis et les Iranis, et basée sur une interprétation mystique et ésotérique, plutôt que littérale, des textes sacrés.